# Tiny Parham
Hartzell Strathdene "Tiny" Parham, född den 25 februari 1900 i Winnipeg, död den 4 april 1943 i Milwaukee, var en kanadensiskfödd svart amerikansk jazzmusiker (pianist, organist, kompositör, arrangör) och orkesterledare. 
Parham var född i Kanada men växte upp i Kansas City. Efter studier vid Lincoln High School var Parham ett kort tag inriktad mot fortsatta studier i medicin, men musiken tog snart överhanden. Efter att bland annat ha spelat i en teaterorkester i hemstaden och sedan turnerat med ett storband flyttade han i mitten av 1920-talet till Chicago, vilket blev basen för hans fortsatta karriär.
I Chicago ledde Parham inledningsvis ett band under delat ledarskap med violinisten Leroy Pickett. Under namnet Pickett-Parham Apollo Syncopators spelade bandet i december 1926 in två sidor ("Alexander, Where's That Band?" och "Mojo Strut") för Paramount. Parhams skivdebut kan dock ha ägt rum redan några månader tidigare med en studiogrupp under ledning av Junie Cobb (och i vilken även Johnny Dodds ingick), men uppgifterna härom är osäkra. I juni 1927 gjorde Parham en enstaka inspelning med sitt Black Patti Band för det lilla skivbolaget Black Patti i Saint Paul, Minnesota, och i december samma år spelade His "Forty" Five in två sidor för Paramount i Chicago. 
Det var dock sommaren 1928 som Parhams skivkarriär började på allvar. Han fick nu kontrakt med det ledande skivbolaget Victor och fram till senhösten 1930 gjorde han totalt ett fyrtiotal inspelningar för detta märke, nästan allt egna kompositioner. Parallellt uppträdde hans orkester på nöjesetablissemang på Chicagos "South Side" som La Rue's Dreamland (1928), Sunset Café (1930) och Granada (1931) varvat med sommarturnéer till Atlantic City och Baltimore.
Åtminstone för skivinspelningsbruk använde Parham sig av en förhållandevis liten orkester, men diskografen och jazzskribenten Brian Rust har framhållit inspelningarna som "utsökta exempel på hur en orkester på åtta man kan låta som mycket fler tack vare intelligenta arrangemang". Bland musiker som ingick i hans band märktes Punch Miller (kornett), Elliot Washington (fiol), Mike McKendrick (banjo) och Milt Hinton (bas). Den sistnämnde skivdebuterade med Parham och gjorde sina enda inspelningar på tuba med denne. 
Parham fick ingen möjlighet att spela in fler skivor under resten av 1930-talet men fortsatte att framträda, först med egna orkestrar, men under decenniets senare hälft framför allt som solomusiker på orgel på teatrar, biografer och (1939-1940) på en rullskridskobana. 
1940 gjorde Parham en kort skivcomeback i form av tre sidor med en kvintett på Decca. Han avled i sin loge under en turné. 
Parhams smeknamn "Tiny" syftade på att han i själva verket var gravt överviktig.